# UEFA Women's Champions League 2015/16
De UEFA Women's Champions League 2015/16 was het 15de seizoen van dit Europese voetbaltoernooi voor vrouwen georganiseerd door de UEFA.
De finale werd gespeeld op 26 mei 2016 in het Mapei Stadion te Milaan. Olympique Lyon won na strafschoppen van het Duitse VfL Wolfsburg en schreef hiermee het toernooi voor de derde keer op haar naam.

## Teams
| Hoofdtoernooi       | Hoofdtoernooi            | Hoofdtoernooi        | Hoofdtoernooi        |
| ------------------- | ------------------------ | -------------------- | -------------------- |
| FFC Frankfurt       | FC Bayern München        | VfL Wolfsburg        | Olympique Lyon       |
| Paris Saint-Germain | FC Rosengård             | KIF Örebro           | Liverpool FC         |
| Chelsea             | Zvevda Perm              | Zorky Krasnogorsk    | AGSM Verona          |
| Brescia             | FC Barcelona             | Atlético Madrid      | Brøndby IF           |
| Fortuna Hjørring    | SK Slavia Praag          | St. Pölten-Spratzern | Lillestrøm SK        |
| Glasgow City        | FC Zürich                | Standard Luik        | BIIK Kazygurt        |
| Kwalificatie        |                          |                      |                      |
| Medyk Konin         | FC Twente                | Starjnan             | Apollon Limassol     |
| PK-35 Vantaa        | Ferencvárosi TC          | FK Spartak Subotica  | Olimpia Cluj         |
| FC Minsk            | Zhytlobud-1 Kharkiv      | PAOK                 | Konak Belediyespor   |
| SFK 2000            | CF Benfica               | Nové Zámky           | ASA Tel Aviv         |
| Wexford Youths      | Pomurje                  | NSA Sofia            | Pärnu JK             |
| ŽNK Osijek          | KÍ Klaksvik              | Gintra Universitetas | ŽFK Dragon           |
| Cardiff City FC     | Glentoran Belfast United | Ekonomist            | Noroc Nimoreni       |
| Hibernians          | Rīgas FS                 | Vllaznia             | Jeunesse Junglinster |

## Kwalificatieronde
De loting voor de kwalificatieronde werd gehouden op 25 juni 2015.
| Legenda kleuren in de tabellen              |
| ------------------------------------------- |
| Groepswinnaars door naar de knock-out fase. |
| Uitgeschakeld                               |

#### Groep 1
| Datum       | Team               | Score  | Team               |
| ----------- | ------------------ | ------ | ------------------ |
| 11 augustus | SFK 2000           | 5 – 0  | Vllaznia           |
| 11 augustus | Konak Belediyespor | 1 – 10 | FC Minsk           |
| 13 augustus | FC Minsk           | 3 – 0  | SFK 2000           |
| 13 augustus | Konak Belediyespor | 5 – 1  | Vllaznia           |
| 16 augustus | SFK 2000           | 3 – 1  | Konak Belediyespor |
| 16 augustus | Vllaznia           | 0 – 3  | FC Minsk           |

| Nr. | Club               | Wedstrijden | Wedstrijden | Wedstrijden | Wedstrijden | Doelpunten | Doelpunten | Doelpunten | Pnt. |
| --- | ------------------ | ----------- | ----------- | ----------- | ----------- | ---------- | ---------- | ---------- | ---- |
| Nr. | Club               | WG          | W           | G           | V           | DV         | DT         | +/-        | Pnt. |
| 1   | FC Minsk           | 3           | 3           | 0           | 0           | 16         | 1          | +15        | 9    |
| 2   | SFK 2000           | 3           | 2           | 0           | 1           | 8          | 4          | +4         | 6    |
| 3   | Konak Belediyespor | 3           | 1           | 0           | 2           | 7          | 14         | –7         | 3    |
| 4   | Vllaznia           | 3           | 0           | 0           | 3           | 1          | 13         | –12        | 0    |

#### Groep 2
| Datum       | Team                     | Score  | Team                     |
| ----------- | ------------------------ | ------ | ------------------------ |
| 11 augustus | NSA Sofia                | 6 – 0  | ŽFK Dragon 2014          |
| 11 augustus | PAOK                     | 4 – 0  | Glentoran Belfast United |
| 13 augustus | PAOK                     | 10 – 0 | ŽFK Dragon 2014          |
| 13 augustus | Glentoran Belfast United | 1 – 2  | NSA Sofia                |
| 16 augustus | NSA Sofia                | 0 – 4  | PAOK                     |
| 16 augustus | ŽFK Dragon 2014          | 0 – 2  | Glentoran Belfast United |

| Nr. | Club                   | Wedstrijden | Wedstrijden | Wedstrijden | Wedstrijden | Doelpunten | Doelpunten | Doelpunten | Pnt. |
| --- | ---------------------- | ----------- | ----------- | ----------- | ----------- | ---------- | ---------- | ---------- | ---- |
| Nr. | Club                   | WG          | W           | G           | V           | DV         | DT         | +/-        | Pnt. |
| 1   | PAOK                   | 3           | 3           | 0           | 0           | 18         | 0          | +18        | 9    |
| 2   | NSA Sofia              | 3           | 2           | 0           | 1           | 8          | 5          | +3         | 6    |
| 3   | Glentoran Belfast Utd. | 3           | 1           | 0           | 2           | 3          | 6          | –3         | 3    |
| 4   | ŽFK Dragon 2014        | 3           | 0           | 0           | 3           | 0          | 18         | –18        | 0    |

#### Groep 3
| Datum       | Team             | Score | Team             |
| ----------- | ---------------- | ----- | ---------------- |
| 11 augustus | Apollon Limassol | 2 – 0 | KÍ Klaksvík      |
| 11 augustus | Stjarnan         | 5 – 0 | Hibernians       |
| 13 augustus | KÍ Klaksvík      | 0 – 4 | Stjarnan         |
| 13 augustus | Apollon Limassol | 8 – 0 | Hibernians       |
| 16 augustus | Stjarnan         | 2 – 0 | Apollon Limassol |
| 16 augustus | Hibernians       | 3 – 3 | KÍ Klaksvík      |

| Nr. | Club             | Wedstrijden | Wedstrijden | Wedstrijden | Wedstrijden | Doelpunten | Doelpunten | Doelpunten | Pnt. |
| --- | ---------------- | ----------- | ----------- | ----------- | ----------- | ---------- | ---------- | ---------- | ---- |
| Nr. | Club             | WG          | W           | G           | V           | DV         | DT         | +/-        | Pnt. |
| 1   | Stjarnan         | 3           | 3           | 0           | 0           | 11         | 0          | +11        | 9    |
| 2   | Apollon Limassol | 3           | 2           | 0           | 1           | 10         | 2          | +8         | 6    |
| 3   | KÍ Klaksvík      | 3           | 0           | 1           | 2           | 3          | 9          | –6         | 1    |
| 4   | Hibernians       | 3           | 0           | 1           | 2           | 3          | 16         | –13        | 1    |

#### Groep 4
| Datum       | Team                 | Score  | Team                 |
| ----------- | -------------------- | ------ | -------------------- |
| 11 augustus | Twente               | 2 – 0  | Ferencváros          |
| 11 augustus | ASA Tel Aviv         | 5 – 1  | Jeunesse Junglinster |
| 13 augustus | Twente               | 10 – 0 | Jeunesse Junglinster |
| 13 augustus | Ferencváros          | 2 – 1  | ASA Tel Aviv         |
| 16 augustus | ASA Tel Aviv         | 0 – 7  | Twente               |
| 16 augustus | Jeunesse Junglinster | 0 – 11 | Ferencváros          |

| Nr. | Club                 | Wedstrijden | Wedstrijden | Wedstrijden | Wedstrijden | Doelpunten | Doelpunten | Doelpunten | Pnt. |
| --- | -------------------- | ----------- | ----------- | ----------- | ----------- | ---------- | ---------- | ---------- | ---- |
| Nr. | Club                 | WG          | W           | G           | V           | DV         | DT         | +/-        | Pnt. |
| 1   | Twente               | 3           | 3           | 0           | 0           | 19         | 0          | +19        | 9    |
| 2   | Ferencváros          | 3           | 2           | 0           | 1           | 13         | 3          | +10        | 6    |
| 3   | ASA Tel Aviv         | 3           | 1           | 0           | 2           | 6          | 10         | –4         | 3    |
| 4   | Jeunesse Junglinster | 3           | 0           | 0           | 3           | 1          | 26         | –25        | 0    |

#### Groep 5
| Datum       | Team         | Score | Team         |
| ----------- | ------------ | ----- | ------------ |
| 11 augustus | Olimpia Cluj | 4 – 0 | Pärnu JK     |
| 11 augustus | Pomurje      | 4 – 0 | Ekonomist    |
| 13 augustus | Olimpia Cluj | 6 – 1 | Ekonomist    |
| 13 augustus | Pärnu JK     | 1 – 2 | Pomurje      |
| 16 augustus | Pomurje      | 0 – 2 | Olimpia Cluj |
| 16 augustus | Ekonomist    | 1 – 2 | Pärnu JK     |

| Nr. | Club         | Wedstrijden | Wedstrijden | Wedstrijden | Wedstrijden | Doelpunten | Doelpunten | Doelpunten | Pnt. |
| --- | ------------ | ----------- | ----------- | ----------- | ----------- | ---------- | ---------- | ---------- | ---- |
| Nr. | Club         | WG          | W           | G           | V           | DV         | DT         | +/-        | Pnt. |
| 1   | Olimpia Cluj | 3           | 3           | 0           | 0           | 12         | 1          | +11        | 9    |
| 2   | Pomurje      | 3           | 2           | 0           | 1           | 6          | 3          | +3         | 6    |
| 3   | Pärnu JK     | 3           | 1           | 0           | 2           | 3          | 7          | –4         | 3    |
| 4   | Ekonomist    | 3           | 0           | 0           | 3           | 2          | 12         | –10        | 0    |

#### Groep 6
| Datum       | Team             | Score | Team             |
| ----------- | ---------------- | ----- | ---------------- |
| 11 augustus | Spartak Subotica | 2 – 1 | CF Benfica       |
| 11 augustus | ŽNK Osijek       | 4 – 0 | Noroc Nimoreni   |
| 13 augustus | Spartak Subotica | 4 – 1 | Noroc Nimoreni   |
| 13 augustus | CF Benfica       | 3 – 0 | ŽNK Osijek       |
| 16 augustus | ŽNK Osijek       | 0 – 3 | Spartak Subotica |
| 16 augustus | Noroc Nimoreni   | 0 – 3 | CF Benfica       |

| Nr. | Club             | Wedstrijden | Wedstrijden | Wedstrijden | Wedstrijden | Doelpunten | Doelpunten | Doelpunten | Pnt. |
| --- | ---------------- | ----------- | ----------- | ----------- | ----------- | ---------- | ---------- | ---------- | ---- |
| Nr. | Club             | WG          | W           | G           | V           | DV         | DT         | +/-        | Pnt. |
| 1   | Spartak Subotica | 3           | 3           | 0           | 0           | 9          | 2          | +7         | 9    |
| 2   | CF Benfica       | 3           | 2           | 0           | 1           | 7          | 2          | +5         | 6    |
| 3   | ŽNK Osijek       | 3           | 1           | 0           | 2           | 4          | 6          | –2         | 3    |
| 4   | Noroc Nimoreni   | 3           | 0           | 0           | 3           | 1          | 11         | –10        | 0    |

#### Groep 7
| Datum       | Team                 | Score | Team                 |
| ----------- | -------------------- | ----- | -------------------- |
| 11 augustus | Gintra Universitetas | 0 – 1 | Wexford Youths       |
| 11 augustus | Medyk Konin          | 5 – 0 | Cardiff Met.         |
| 13 augustus | Gintra Universitetas | 5 – 1 | Cardiff Met.         |
| 13 augustus | Wexford Youths       | 0 – 6 | Medyk Konin          |
| 16 augustus | Medyk Konin          | 4 – 0 | Gintra Universitetas |
| 16 augustus | Cardiff Met.         | 1 – 5 | Wexford Youths       |

| Nr. | Club                 | Wedstrijden | Wedstrijden | Wedstrijden | Wedstrijden | Doelpunten | Doelpunten | Doelpunten | Pnt. |
| --- | -------------------- | ----------- | ----------- | ----------- | ----------- | ---------- | ---------- | ---------- | ---- |
| Nr. | Club                 | WG          | W           | G           | V           | DV         | DT         | +/-        | Pnt. |
| 1   | Medyk Konin          | 3           | 3           | 0           | 0           | 15         | 0          | +15        | 9    |
| 2   | Wexford Youths       | 3           | 2           | 0           | 1           | 6          | 7          | –1         | 6    |
| 3   | Gintra Universitetas | 3           | 1           | 0           | 2           | 5          | 6          | –1         | 3    |
| 4   | Cardiff Met.         | 3           | 0           | 0           | 3           | 2          | 15         | –13        | 0    |

#### Groep 8
| Datum       | Team                | Score | Team                |
| ----------- | ------------------- | ----- | ------------------- |
| 11 augustus | Zhytlobud-1 Kharkiv | 4 – 1 | Rīgas FS            |
| 11 augustus | PK-35 Vantaa        | 9 – 0 | Nové Zámky          |
| 13 augustus | Nové Zámky          | 0 – 5 | Zhytlobud-1 Kharkiv |
| 13 augustus | PK-35 Vantaa        | 9 – 0 | Rīgas FS            |
| 16 augustus | Zhytlobud-1 Kharkiv | 1 – 2 | PK-35 Vantaa        |
| 16 augustus | Rīgas FS            | 3 – 2 | Nové Zámky          |

| Nr. | Club                | Wedstrijden | Wedstrijden | Wedstrijden | Wedstrijden | Doelpunten | Doelpunten | Doelpunten | Pnt. |
| --- | ------------------- | ----------- | ----------- | ----------- | ----------- | ---------- | ---------- | ---------- | ---- |
| Nr. | Club                | WG          | W           | G           | V           | DV         | DT         | +/-        | Pnt. |
| 1   | PK-35 Vantaa        | 3           | 3           | 0           | 0           | 20         | 1          | +19        | 9    |
| 2   | Zhytlobud-1 Kharkiv | 3           | 2           | 0           | 1           | 10         | 3          | +7         | 6    |
| 3   | Rīgas FS            | 3           | 1           | 0           | 2           | 4          | 15         | –11        | 3    |
| 4   | Nové Zámky          | 3           | 0           | 0           | 3           | 2          | 17         | –15        | 0    |

## Hoofdtoernooi
In de knock-out fase speelden de teams twee keer tegen elkaar, zowel uit als thuis. De finale bestond uit één wedstrijd gespeeld op neutraal terrein. De regels voor de loting in elke ronde waren als volgt:
- In de loting voor de 16de finale werden de zestien teams met de hoogste UEFA coëfficiënt gescheiden van de andere zestien teams in twee verschillende potten. De teams uit pot één speelden de eerste wedstrijd uit en de tweede thuis. Teams uit hetzelfde land konden elkaar niet loten.
- In de loting voor de 8ste finale werden de acht teams met de hoogste UEFA coëfficiënt gescheiden van de andere acht teams in twee verschillende potten. De teams uit pot één speelden de eerste wedstrijd uit en de tweede thuis. Teams uit hetzelfde land konden elkaar niet loten.
- Vanaf de loting voor de kwartfinale gingen alle teams in één pot. Teams uit hetzelfde land konden elkaar wel loten.

### Zestiende finale
| Team 1               | Tot.      | Team 2              | 1e wedstr. | 2e wedstr.   |
| -------------------- | --------- | ------------------- | ---------- | ------------ |
| BIIK Kazygurt        | 2 – 5     | FC Barcelona        | 1 – 1      | 1 – 4        |
| Medyk Konin          | 0 – 9     | Olympique Lyon      | 0 – 6      | 0 – 3        |
| Olimpia Cluj         | 0 – 15    | Paris Saint-Germain | 0 – 6      | 0 – 9        |
| SK Slavia Praag      | 4 – 2     | Brøndy              | 4 – 1      | 0 – 1        |
| Standard Luik        | 0 – 8     | Frankfurt           | 0 – 2      | 0 – 6        |
| PAOK                 | 0 – 8     | KIF Örebro          | 0 – 3      | 0 – 5        |
| FC Twente            | 3 – 3 (u) | FC Bayern München   | 1 – 1      | 2 – 2        |
| Atlético Madrid      | 3 – 2     | Zorky Krasnogorsk   | 0 – 2      | 3 – 0        |
| St. Pölten-Spratzern | 6 – 7     | AGSM Verona         | 4 – 5      | 2 – 2        |
| Stjarnan             | 2 – 6     | Zvezda Perm         | 1 – 3      | 1 – 3        |
| Lillestrøm SK        | 2 – 1     | FC Zürich           | 1 – 0      | 1 – 1 (n.v.) |
| Chelsea              | 4 – 0     | Glasgow City        | 1 – 0      | 3 – 0        |
| PK-35 Vantaa         | 0 – 9     | Rosengård           | 0 – 2      | 0 – 7        |
| FC Minsk             | 0 – 6     | Fortuna Hjørring    | 0 – 2      | 0 – 4        |
| FK Spartak Subotica  | 0 – 4     | VfL Wolfsburg       | 0 – 0      | 0 – 4        |
| Brescia              | 2 – 0     | Liverpool FC        | 1 – 0      | 1 – 0        |

### Achtste finale
| Team 1          | Tot.            | Team 2              | 1e wedstr. | 2e wedstr.   |
| --------------- | --------------- | ------------------- | ---------- | ------------ |
| FC Twente       | 0 – 2           | FC Barcelona        | 0 – 1      | 0 – 1        |
| Brescia         | 2 – 1           | Fortuna Hjørring    | 1 – 0      | 1 – 1        |
| Atlético Madrid | 1 – 9           | Olympique Lyon      | 1 – 3      | 0 – 6        |
| SK Slavia Praag | 2 – 1           | Zvezda Perm         | 2 – 1      | 0 – 0        |
| Chelsea         | 1 – 4           | VfL Wolfsburg       | 1 – 2      | 0 – 2        |
| KIF Örebro      | 1 – 1 (u)       | Paris Saint-Germain | 1 – 1      | 0 – 0        |
| AGSM Verona     | 2 – 8           | Rosengård           | 1 – 3      | 1 – 5        |
| Lillestrøm SK   | 2 – 2 (4 – 5 p) | Frankfurt           | 0 – 2      | 2 – 0 (n.v.) |

### Kwartfinale
| Team 1         | Tot.            | Team 2              | 1e wedstr. | 2e wedstr.   |
| -------------- | --------------- | ------------------- | ---------- | ------------ |
| FC Barcelona   | 0 – 1           | Paris Saint-Germain | 0 – 0      | 0 – 1        |
| Brescia        | 0 – 6           | VfL Wolfsburg       | 0 – 3      | 0 – 3        |
| Olympique Lyon | 9 – 1           | SK Slavia Praag     | 9 – 1      | 0 – 0        |
| Rosengård      | 1 – 1 (4 – 5 p) | Frankfurt           | 0 – 1      | 1 – 0 (n.v.) |

### Halve finale
De heenwedstrijden werden gespeeld op 24 april, de terugwedstrijden op 1 en 2 mei 2016.
| Team 1         | Tot.  | Team 2              | 1e wedstr. | 2e wedstr. |
| -------------- | ----- | ------------------- | ---------- | ---------- |
| Olympique Lyon | 8 – 0 | Paris Saint-Germain | 7 – 0      | 1 – 0      |
| VfL Wolfsburg  | 4 – 1 | Frankfurt           | 4 – 0      | 0 – 1      |

### Finale
De finale werd gespeeld op 26 mei 2016 in het MAPEI stadion te Milaan, Italië.
|                           |                                          |                  |                                        |                                                                            |
| 26 mei 2016 18:00 (UTC+2) | VfL Wolfsburg                            | 1 – 1 (n.v.)     | Olympique Lyon                         | MAPEI stadion, Milaan Toeschouwers: 15.117 Scheidsrechter: Katalin Kulcsár |
| 26 mei 2016 18:00 (UTC+2) | Popp 88'                                 | Wedstrijdverslag | 12' Hegerberg                          | MAPEI stadion, Milaan Toeschouwers: 15.117 Scheidsrechter: Katalin Kulcsár |
| 26 mei 2016 18:00 (UTC+2) | Strafschoppen                            |                  |                                        | MAPEI stadion, Milaan Toeschouwers: 15.117 Scheidsrechter: Katalin Kulcsár |
| 26 mei 2016 18:00 (UTC+2) | Popp Kerschowski Peter Fischer Bussaglia | 3 – 4            | Hegerberg Schelin Renard Mbock Kumagai | MAPEI stadion, Milaan Toeschouwers: 15.117 Scheidsrechter: Katalin Kulcsár |

## Statistieken

### Topscorers
- Doelpunten die zijn gemaakt in de kwalificatiereeks tellen mee.

| Rank | Speler            | Team                | Doelpunten | Doelpunten | Doelpunten |
| Rank | Speler            | Team                | Kwa        | Toer       | Tot        |
| ---- | ----------------- | ------------------- | ---------- | ---------- | ---------- |
| 1    | Ada Hegerberg     | Olympique Lyon      | —          | 13         | 13         |
| 2    | Ebere Orji        | Ferencvárosi TC     | 9          | —          | 9          |
| 3    | Jill Roord        | FC Twente           | 7          | 1          | 8          |
| 4    | Uchechi Sunday    | FC Minsk            | 7          | 0          | 7          |
| 5    | Cristiane         | Paris Saint-Germain | —          | 6          | 6          |
| 5    | Aleksandra Sikora | Medyk Konin         | 6          | 0          | 6          |
| 7    | Jasna Djoković    | SFK 2000            | 5          | —          | 5          |
| 7    | Eugénie Le Sommer | Olympique Lyon      | —          | 5          | 5          |
| 7    | Marta             | FC Rosengård        | —          | 5          | 5          |
| 7    | Poliana           | Stjarnan            | 5          | 0          | 5          |
| 7    | Sanna Saarinen    | PK-35 Vantaa        | 5          | 0          | 5          |

UEFA Women's Cup: 2001/02 · 2002/03 · 2003/04 · 2004/05 · 2005/06 · 2006/07 · 2007/08 · 2008/09

UEFA Women's Champions League: 2009/10 · 2010/11 · 2011/12 · 2012/13 · 2013/14 · 2014/15 · 2015/16 · 2016/17 · 2017/18 · 2018/19 · 2019/20 · 2020/21 · 2021/22 · 2022/23 · 2023/24 . 2024/25